# Lee Kun-hee
Lee Kun-hee (Hangul: 이건희, sinh ngày 9 tháng 1 năm 1942 – mất ngày 25 tháng 10 năm 2020) là nhà tư bản công nghiệp, doanh nhân người Hàn Quốc, chủ tịch đời thứ 2 của tập đoàn điện tử Samsung. Ông từng từ chức vào tháng 4 năm 2008 do một vụ bê bối quỹ đen của Samsung nhưng sau đó quay trở lại vào ngày 24 tháng 3 năm 2010. Ngoài ngôn ngữ mẹ đẻ là tiếng Hàn, ông còn thông thạo tiếng Anh và tiếng Nhật. Năm 1996, Lee trở thành thành viên của Ủy ban Thế vận hội Quốc tế. Với khối tài sản được ước tính vào khoảng 26,74 tỷ đô la Mỹ, ông và gia đình thường xuyên được tạp chí Forbes xếp vào nhóm những người giàu có nhất thế giới. Ông là con trai thứ ba của cố chủ tịch Lee Byung-chul - nhà sáng lập Samsung.
Ông được vinh danh là người quyền lực thứ 41 của trong danh sách Những người quyền lực nhất thế giới do Forbes bình chọn năm 2013 và là người Hàn Quốc thứ hai được đưa vào danh sách, sau cựu Tổng thư ký Liên Hợp Quốc Ban Ki-moon.
Ông qua đời vào ngày 25 tháng 10 năm 2020 sau một thời gian dài chống chọi với nhiều căn bệnh như tim mạch, đột quỵ và ung thư phổi, hưởng thọ 78 tuổi. Quyền lãnh đạo Samsung giờ đây được chuyển lại cho phó chủ tịch Lee Jae-yong - con trai cả và cũng là người con duy nhất của ông.

## Thời thơ ấu và giáo dục

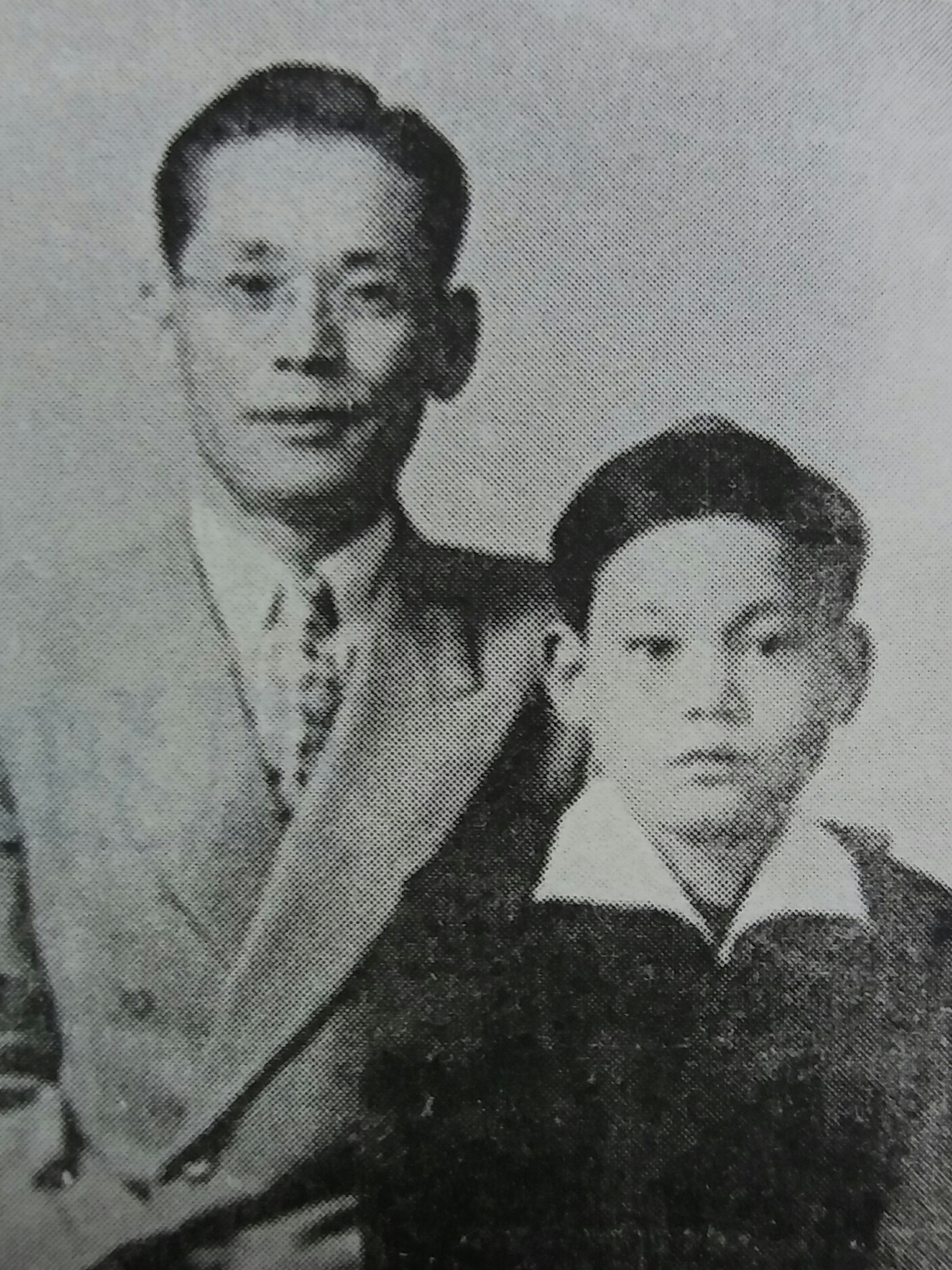
Lee cùng bố lúc nhỏ

Lee Kun-hee sinh ngày 9 tháng 1 năm 1942 tại Daegu, trong thời kỳ Nhật Bản chiếm đóng bán đảo Triều Tiên. Ông là con trai thứ ba của Lee Byung-chul, nhà sáng lập tập đoàn. Samsung ban đầu được thành lập với tư cách là một công ty nhỏ chuyên về xuất khẩu trái cây và cá khô. Sau này, Lee được cha gửi sang Nhật Bản để học tập. Ông tốt nghiệp trường Đại học Waseda danh tiếng rồi trở về nước làm việc cho công ty của gia đình.
Ông có một bằng cử nhân Kinh tế học của Đại học Waseda (Nhật Bản) và một bằng MBA từ Đại học George Washington (Hoa Kỳ).

## Sự nghiệp

### Nhiệm kỳ đầu tại Samsung và sự cải cách
Lee gia nhập Samsung vào năm 1968 và lên nắm quyền chủ tịch kiêm CEO vào ngày 24 tháng 12 năm 1987, chỉ hai tuần sau khi cha mình qua đời. Năm 1993, khi tin rằng Samsung đã quá chú trọng vào việc sản xuất ồ ạt số lượng lớn hàng hóa chất lượng thấp mà không định cạnh tranh về mặt chất lượng, Lee đã quyết định tiến hành "đại cải cách". Ông tuyên bố trước toàn bộ ban lãnh đạo cũng như công, nhân viên một câu khẩu hiệu nổi tiếng: "Hãy thay đổi mọi thứ ngoại trừ vợ và con của bạn" rồi sau đó cho thu hồi, đốt bỏ toàn bộ những sản phẩm kém chất lượng trước mặt họ bất kể mặt hàng đó còn trên dây chuyền sản xuất hay đã bán ra thị trường.

### Vụ bê bối quỹ đen
Vào ngày 14 tháng 1 năm 2008, cảnh sát Hàn Quốc đã đột kích vào nhà và văn phòng của Lee trong một cuộc điều tra đang diễn ra, với cáo buộc rằng Samsung chịu trách nhiệm cho một quỹ lừa đảo dùng để hối lộ các công tố viên, thẩm phán và các nhân vật chính trị có ảnh hưởng lớn ở Hàn Quốc. Vào ngày 4 tháng 4 năm 2008, Lee phủ nhận những cáo buộc chống lại ông trong vụ bê bối. Sau vòng thẩm vấn thứ hai của các công tố viên Hàn Quốc, vào ngày 11 tháng 4 năm 2008, Lee được các phóng viên trích dẫn rằng: "Tôi chịu trách nhiệm về mọi thứ. Tôi sẽ chịu hoàn toàn trách nhiệm về đạo đức và pháp lý". Vào ngày 21 tháng 4 năm 2008, ông từ chức và tuyên bố: "Chúng tôi, bao gồm cả tôi và gia đình, đã gây ra rắc rối lớn cho quốc gia. Tôi xin lỗi sâu sắc về điều đó và tôi sẽ chịu hoàn toàn trách nhiệm về mọi thứ, cả về mặt pháp lý lẫn lương tâm".
Vào ngày 16 tháng 7 năm 2008, thời báo The New York Times đưa tin Tòa án Tối cao Hàn Quốc đã kết luận Lee có tội với các cáo buộc về hành vi sai trái về tài chính và trốn thuế. Các công tố viên đề nghị Lee bị kết án 7 năm tù giam và phạt 350 tỷ Won (tương đương 312 triệu USD). Cuối cùng, tòa án đã phạt ông 110 tỷ won (tương đương 98 triệu USD) và kết án ba năm tù treo. Tuy nhiên, vào ngày 29 tháng 12 năm 2009, Tổng thống Hàn Quốc lúc bấy giờ là Lee Myung-bak đã ra lệnh ân xá cho Lee, nói rằng mục đích của việc ân xá là để Lee tiếp tục tham gia công việc tại Ủy ban Olympic Quốc tế. Trong phiên tòa xét xử tội danh tham nhũng của Lee Myung-bak, người ta biết rằng vụ ân xá này được thực hiện nhằm nhận hối lộ, sau đó lần lượt những vụ hối lộ và tham nhũng chính trị khác giữa cựu tổng thống Lee với Lee Kun-hee cũng bị phanh phui.
"Think Samsung" - một cuốn sách năm 2010 của Kim Yong-chul, cựu cố vấn pháp lý của Samsung, đã cáo buộc rằng Lee đã phạm tội tham nhũng. Cụ thể, cuốn sách tuyên bố rằng ông đã chiếm đoạt tới 10 nghìn tỷ won (tương đương 8,9 tỷ đô la Mỹ) từ các công ty con của Samsung, giả mạo bằng chứng cũng như hối lộ các quan chức chính phủ để đảm bảo con trai ông sẽ kế nhiệm một cách dễ dàng và hợp pháp.

### Quay trở lại cương vị
Vào ngày 24 tháng 3 năm 2010, Lee tuyên bố trở lại Samsung Electronics với vai trò là chủ tịch của tập đoàn.
Tính đến năm 2012, doanh thu của Samsung đã tăng gấp gần 40 lần so với năm 1987, chiếm khoảng 20% GDP Hàn Quốc và Lee đồng thời cũng là người giàu nhất quốc gia này.
Năm 2014, sau khi Lee bị một cơn đau tim làm mất khả năng lao động, con trai ông, phó chủ tịch Lee Jae-yong, đã trở thành người lãnh đạo thực tế thay thế của Samsung.
Ông là người đã biến Samsung thành nhà sản xuất điện thoại thông minh, TV và chip nhớ lớn nhất thế giới. Vào thời điểm ông qua đời, công ty được định giá 300 tỷ đô la Mỹ với giá trị tài sản ròng ước tính đạt 20,7 tỷ đô la theo chỉ số tỷ phú của Bloomberg, từ năm 2007 ông là người giàu nhất Hàn Quốc.
Sau khi ông qua đời, những người thừa kế của Lee dự kiến sẽ phải đối mặt với khoản thuế bất động sản khoảng 10 tỷ đô la Mỹ, điều này có thể dẫn đến việc thu nhỏ cổ phần của gia đình trong tập đoàn. Điều này xuất phát từ việc Hàn Quốc đánh thuế bất động sản khá cao, lên tới 50% đối với các bất động sản lớn hơn 3 tỷ đô la Mỹ - tỷ lệ này chỉ đứng sau Nhật Bản trong số các quốc gia thuộc Tổ chức Hợp tác và Phát triển Kinh tế.

## Sức khỏe và qua đời
Cuối năm 2005, Lee được chẩn đoán mắc ung thư tại Trung tâm Y tế MD Anderson ở Houston, Texas.
Vào ngày 11 tháng 5 năm 2014, Lee phải nhập viện vì đau tim tái phát. Năm ngày sau, kênh truyền thông CNA tuyên bố rằng ông đã qua đời, dẫn lời một "người thổi còi" bên trong nội bộ công ty. Bài báo này sau đó được CNA xoá vào tháng 7, đồng thời nói rằng họ không thể lấy thêm thông tin hoặc bằng chứng để chứng minh cho tuyên bố trên. Sự thật rằng trong lúc đó, Lee vẫn đang nằm viện. Cuối cùng, ông mất vào ngày 25 tháng 10 năm 2020, hưởng thọ 78 tuổi.

## Giải thưởng
- Năm 2004, ông Lee được chính phủ Pháp trao huy chương Bắc Đẩu Bội tinh tại Paris.
- Tháng 9 năm 2006, ông Lee được nhận Giải thưởng James A. Van Fleet từ Hiệp hội Xã hội Hàn Quốc.